# Джордж Фурнас
Джордж Вільям Фурнас (англ. George William Furnas; нар.1954) — американський академік, професор та заступник декана з навчальної стратегії в школі інформації в університеті штату Мічиган, відомий своїми роботами над семантичним аналізом Клаус Кріппендорф та людино-комунікаційними системами.

## Біографія
Фурнас отримав AB з психології в 1974 році в Гарвардському університеті і докторський ступінь у галузі психології в 1980 році в Стенфордському університеті.
Фурнас почав свою академічну кар'єру як асистент аспірант Стенфордського університету в 1975 році. Після його закінчення в 1980 році він працював в лабораторії Белла, де був шановним членом технічного персоналу протягом 15 років. В останні два роки він був директором комп'ютерної графіки та інтерактивних Медіа-досліджень. У 1995 році Фурнас перейшов в університет Мічигану, де був призначений професором психології, професором комп'ютерних наук та інженерії та професором у школі інформації. З 2002 по 2008 роки він був також заступником декана з навчальної стратегії в школі інформації.
У 2004 році Фурнас був обраний до Академії CHI (почесна група осіб, які зробили суттєвий внесок в галузі людино-комп'ютерної взаємодії) за його роботу в цій галузі. У 2011 році він був призначений членом Асоціації обчислювальної техніки.

## Робота
За час своєї роботи в лабораторії Белла він заслужив прізвисько «риб'яче око Фурнас» під час роботи з візуалізацією «риб'ячого ока». Піонер латентно-семантичного аналізу, Фурнас також вважається піонером в концепції MoRAS (Mosaic of Responsive Adaptive Systems — Мозаїка гнучкої адаптивної системи).
Основним напрямком його досліджень є розширення доступу до інформації та візуалізації. Його роль в аналізі проблем «Vocabulary Disagreement» призвели до його винаходу Латентно-семантичного аналізу для індексації і обробки тексту.
Добре відома система графічного перепису BITPICT Джорджа — суттєвий вклад у візуальне програмування. Джордж був також дослідником в області спільної фільтрації і візуалізації графів. Його робота «Space-Scale Diagrams in the Pad++ Zooming User Interface» і теорія View Navigation допомогли мотивувати подальше дослідження в області Information Scent. Останнім часом він працював над консолідацією теорії проектування і використання на різних рівнях агрегації.

## Вибрані публікації
- George W. Objects and their features, 1980
- Furnas, George W. «Generalized fisheye views[недоступне посилання з квітня 2019].» in Human Factors in Computing Systems CHI ‘86 Conference Proceedings, 16-23. 1986.
- Furnas, George W., et al. «The vocabulary problem in human-system communication.» Communications of the ACM 30.11 (1987): 964—971.
- Deerwester, Scott C., et al. «Indexing by latent semantic analysis.» JAsIs 41.6 (1990): 391—407.